# Francesc Llobet Arnan
Francesc Llobet Arnan ( Granollers, 1924 - 2012) fue el último alcalde de Granollers antes de la democracia. Ejerció el cargo de 1963 a 1979 y durante su gobierno la ciudad experimentó un importante crecimiento urbanístico y de construcción de nuevos equipamientos. Tenía orígenes del falangismo, es recordado como un alcalde que se supo adaptar los cambios propios de la transición. Fue el presidente del Casino de Granollers.
Unos meses del 1977 también fue presidente de la Diputación de Barcelona, sustituyendo a Joan Antoni Samaranch .

## Biografía
Su padre era el veterinario en Granollers y él siguió el oficio, ejerciéndolo en la misma ciudad como director del Centro y director técnico de la Agrupación Provincial, llegando a ser muy conocido entre los granollerenses por el ejercicio de su profesión y por las actividades deportivas. Así, obtuvo el récord de Cataluña de lanzamiento y la medalla del mérito atlético de la Federación Catalana de Atletismo.
Formó parte del Frente de Juventudes y de la Centuria Ramiro Ledesma, y fue un convencido militante de FET y de las JONS. En 1958 entró en el Ayuntamiento de Granollers la mano derecha del alcalde Carles Font i Llopart. Tuvo confianza con el siguiente alcalde, Joaquim Trullàs, a quien sustituyó a partir de mayo de 1963. Fue  alcalde hasta 1979. El primer alcalde escogido democráticamente después del franquismo fue Rafael Ballús.
Durante su mandato fue fiel al régimen en una línea similar a la de Font y Llopart, pero siempre con el diáogo. Urbanizando la ciudad e inaugurando la nueva estación de la línea de Francia. Hizo derribar el antiguo cuartel para construir el mercado de Sant Carles y se edificó el ambulatorio en el espacio de la antigua casa Molina, Se abrieron las piscinas descubiertas y el Instituto Mixto de Segunda Enseñanza en la calle Roger de Flor. El servicio de abastecimiento de aguas fue traspasado a la empresa Sorea y se inauguró el parque Torras Villà en el lugar que había ocupado la antigua estación.
Municipalizó la antigua sede de la Unión Liberal, ocupada por la Falange, que fue derribada para construir el Museo de Granollers.
Tuvo que hacer frente a situaciones bastante comprometidas de la época, como los recitales de los miembros de la Nova Cançó Catalana, la creación del Teatro de la Asociación Cultural (TAC) y de los Premios Granollers de Teatro, las actividades de la Assemblea de Catalunya y las diversas manifestaciones en los primeros años de transición.

Desde 1958 fue diputado provincial (por la Gobernación en representación de Entidades y en 1964 por ser alcalde de Granollers). El 25 de febrero de 1977 fue  vicepresidente  y, cuando Samaranch fue embajador en la URSS, y fue presidente de la Diputación de Barcelona del 16 de julio al 24 de octubre de 1977.
1. ↑  «Alcaldes i alcaldesses del Vallès Oriental (des de 1901 fins a l'actualitat)». Consultado el 20 de febrero de 2020.
2. ↑  «Alcaldes i alcaldesses del Vallès Oriental (des de 1901 fins a l'actualitat)». Consultado el 20 de febrero de 2020.
3. ↑  «Alcaldes i alcaldesses del Vallès Oriental (des de 1901 fins a l'actualitat)». Consultado el 20 de febrero de 2020.
4. ↑  «Alcaldes i alcaldesses del Vallès Oriental (des de 1901 fins a l'actualitat)». Consultado el 20 de febrero de 2020.

- Garriga y Andreu, Joan (2004): Franquismo y poder político en Granollers, 1939-1975, Barcelona, Publicaciones de la Abadía de Montserrat.
- Garriga y Andreu, Joan (2001): “ El franquismo en Granollers: los órganos de poder político ”. Ponencias. Anuario del Centro de Estudios de Granollers 2000 , pág. 71-102.
- Marín y Corbera, Martí (2000): Los ayuntamientos franquistas en Cataluña, Política y administración municipal, 1938-1979, Lleida, Editores, pág. 503.

- Datos: Q85684672
- Multimedia: Francesc Llobet Arnan / Q85684672